# Joos Langebeeke
Joos Langebeeke (Arnemuiden, 19 maart 1892 – Utrecht, 8 oktober 1951) was een Nederlands politicus van de CHU. 
Hij werd geboren als zoon van Cornelis Langebeeke (1868-1941) en Jannetje Crucq (1870-1937). Hij was net als zijn vader landbouwer en behaalde diploma's landbouwwinterschool en landbouwkundig boekhouden. Langebeeke trad in 1928 in dienst bij de Nederlandse Algemene Keuringsdienst waar hij werkzaam was als controleur en keurmeester. Vanaf 1930 was hij opzichter bij de Gewestelijke Tarweorganisatie en van 1942 tot 1944 was hij hoofdopzichter bij de provinciale aankoopvereniging voor akkerbouwproducten. Langebeeke was daarnaast actief in het verzet. Na de bevrijding van Walcheren eind 1944 werd hij benoemd tot waarnemend burgemeester van Arnemuiden. Krap twee jaar later volgde zijn benoeming tot burgemeester van die gemeente. Om rust te hebben bij het herstel na hartproblemen verbleef hij in 1951 enige tijd in het huis van zijn broer in Utrecht. Tijdens zijn burgemeesterschap overleed hij daar op 59-jarige leeftijd. 